# Drmeš-DA
Drmeš-DA, hrvatska folklorna manifestacija. Godišnje je natjecanje plesnih parova. Održava se u Zagrebu. Idejni pokretač i organizator je Goran Knežević, folklorist iz Zagreba. Cilj manifestacije je očuvanje i promoviranje hrvatskih narodnih plesova uz poticanje suvremene scenske obrade i nagrađivanje vrsnoće izvedbe. Pravila natjecanja su: scenski prikaz može trajati najviše do 3 minute, izvedba mora biti u narodnim nošnjama, predstavlja se scenska estetizacija jednog hrvatskog narodnog plesa. Održava se od 2008. godine. 
Ciljevi manifestacije su:

– popularizacija narodnog plesa u sociološkom, pedagoškom i umjetničkom smislu,

– snaženje pozitivnog odnosa prema tradicijskoj kulturi,

– podizanje razine stručnih spoznaja i vrednovanja narodnog plesa,

– poticanje plesnih pedagoga na nadgradnji i estetizaciju narodnih plesova te stvaranja inačica postojećih,

– odavanje priznanja plesnom umijeću u izvođenju narodnih plesova,

– omogućavanje plesačima narodnih plesova osobnu interpretaciju vlastitog plesnog umijeća i čitanja izvornih predložaka,

– stručnije promišljanje o svim aspektima narodnog plesa,

– obogaćivanje tradicijske plesne kulture,

– razvijanje scenske primjene narodnog plesa.
U stručnom ocjenjivakom sudu do danas su bili Senka Jurina, Goran Ivan Matoš, Stjepan Perko, Andrija Ivančan, Rajko Pavlić, Goran Knežević. Ocjenjuje se scenski izgled i držanje, dinamika scenskog događanja, vrsnoća improvizacije i estetizacije plesa, izvođačka komunikaciju i uživljenost i osobnost.